# 丹尼爾·里奇韋·奈特
丹尼爾·里奇韋·奈特（英語：Daniel Ridgway Knight，1839年3月15日—1924年3月9日）是一位美國藝術家，出生於賓州的錢伯斯堡。

## 生平
奈特是巴黎布雜學院的夏尔·格莱尔的學生，後來在欧内斯特·梅索尼埃的私人工作室工作。1872年移居法國，在塞纳河畔的普瓦西有一棟房和一間工作室。
他因在戶外畫農婦而大受好評。1882年在巴黎沙龍以他的大型油畫《悼念》（Un Deuil）取得他在法國的首個主要殊榮。後來又繼續在1889年的巴黎世界博览会上獲得銀質獎章和法國榮譽軍團勳章，1893年在慕尼黑被授予巴伐利亞聖邁克爾皇家騎士勳章，1893年獲得费城宾夕法尼亚美术学院的榮譽金牌。
1924年死於巴黎。其兒子路易·阿斯頓·奈特（1873年－1948年）也以風景畫而聞名。 
紐約市雷斯畫廊正在對丹尼爾·里奇韋·奈特的生平和作品目錄進行藝術家總錄（catalogue raisonné）式的研究。

## 圖庫

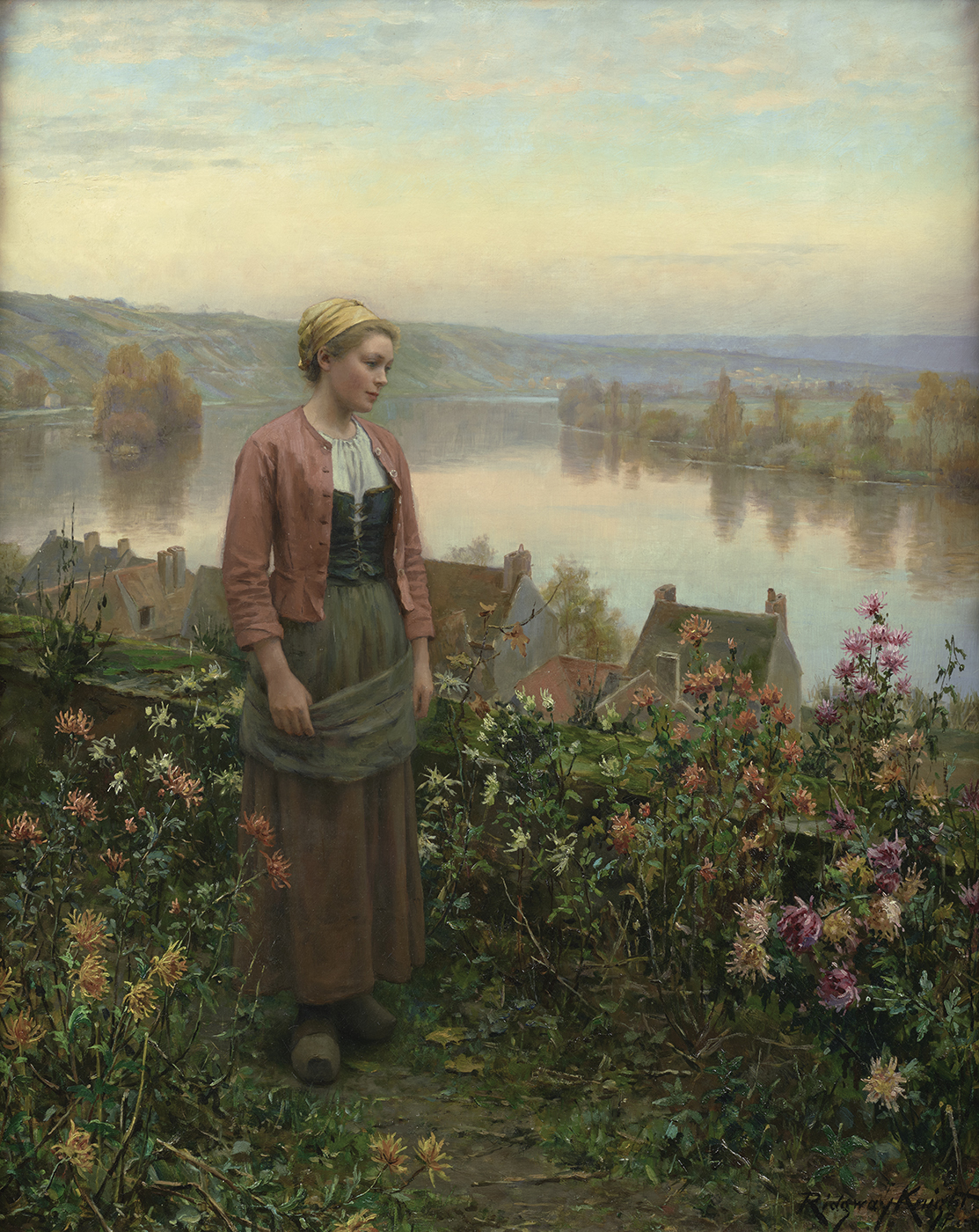
《階地上的瑪麗亞，羅勒布瓦斯》，雷斯畫廊
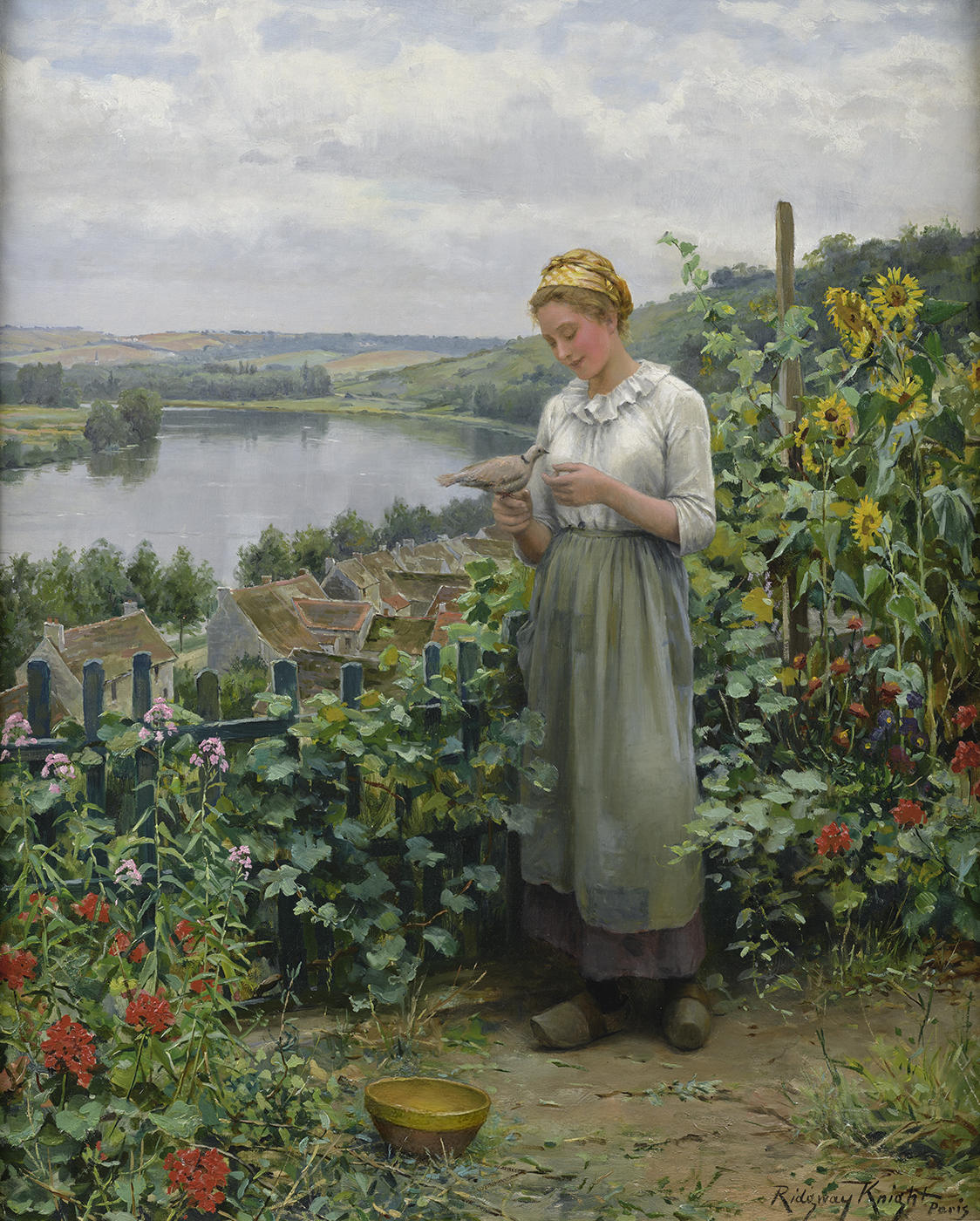
《寵物鴿》，雷斯畫廊
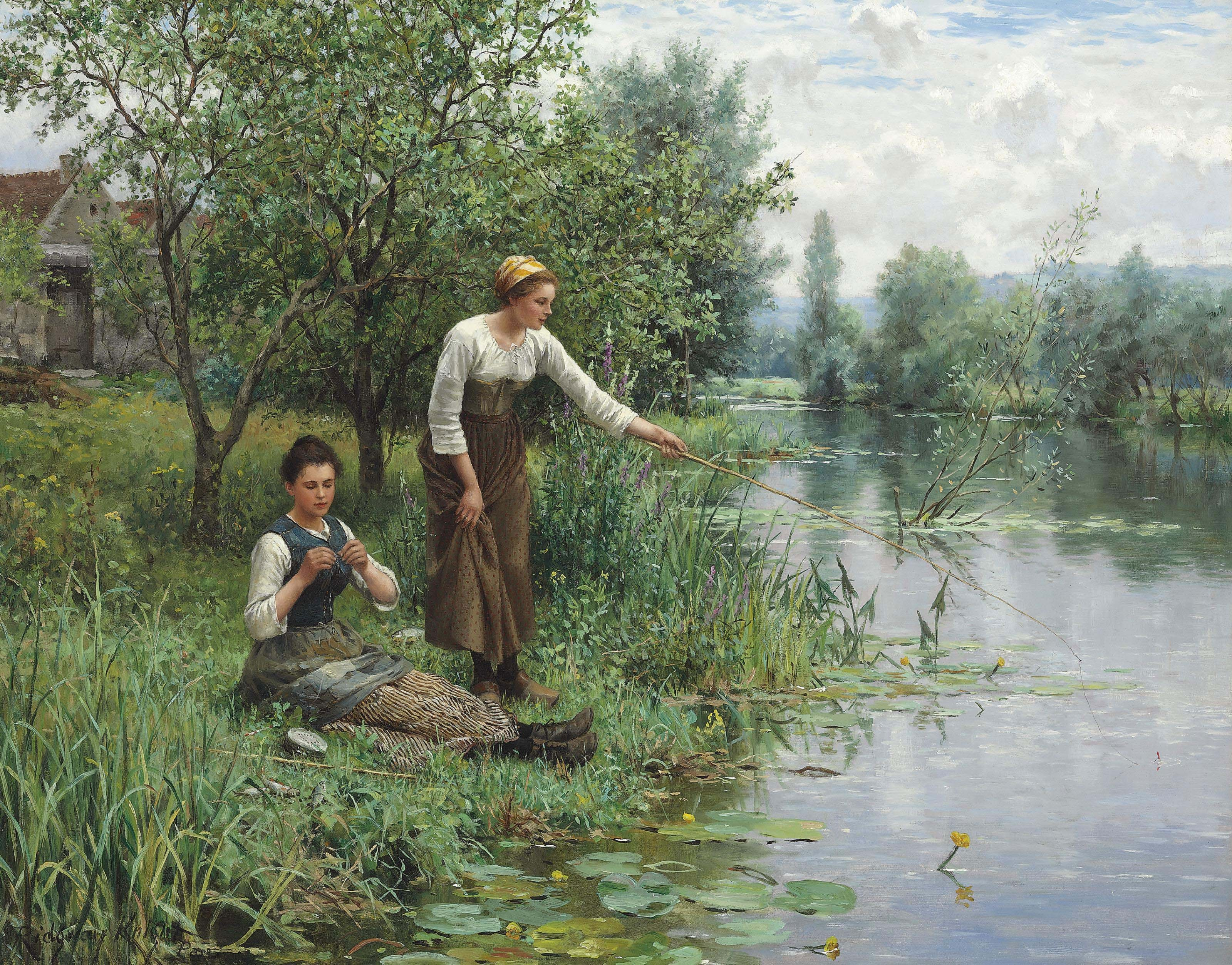
《兩位婦女在釣魚》
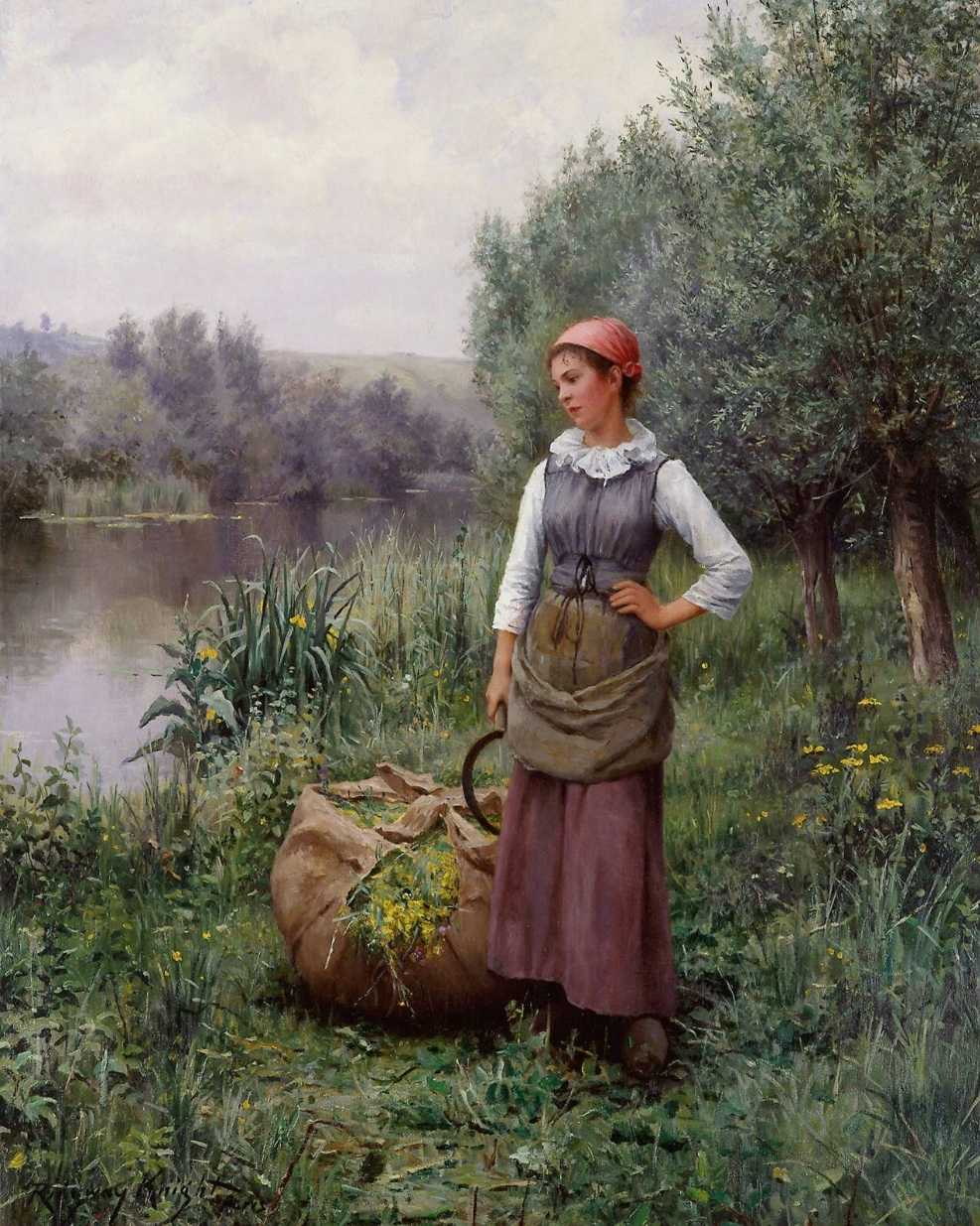
《溪邊的少女》
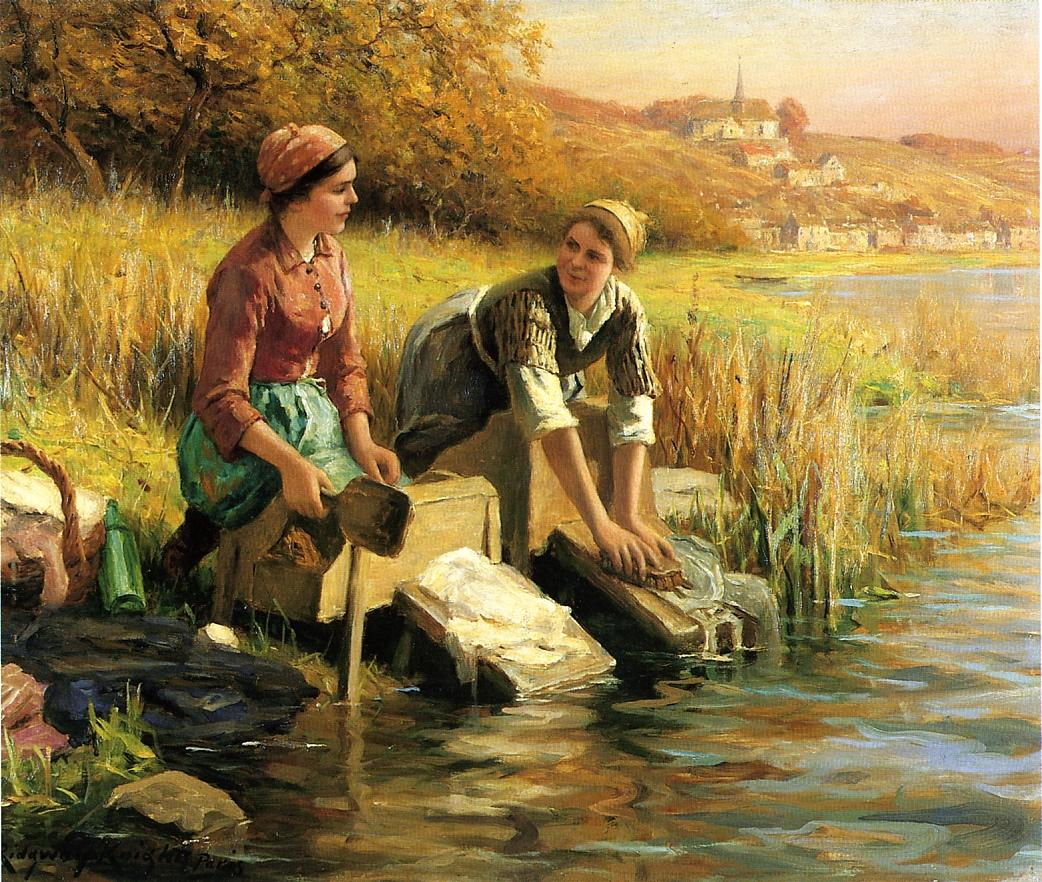
《溪邊浣衣婦女》
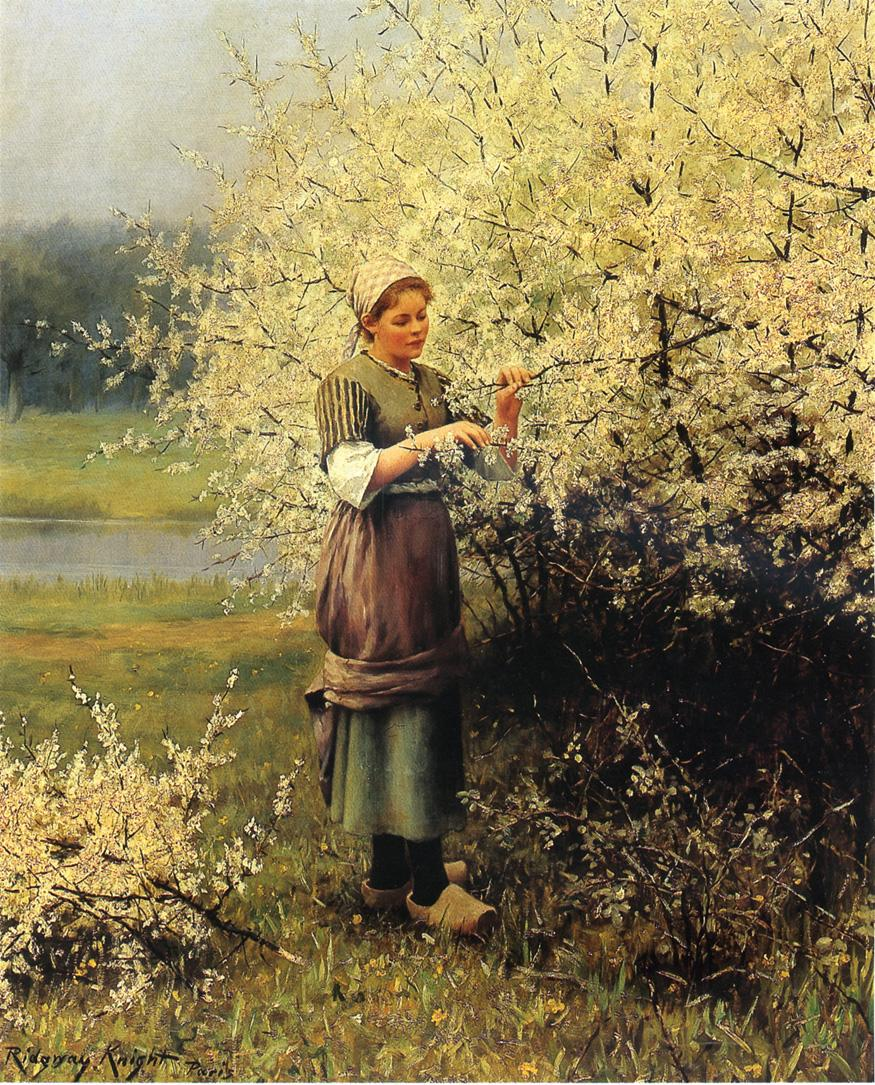
《春暖花開》
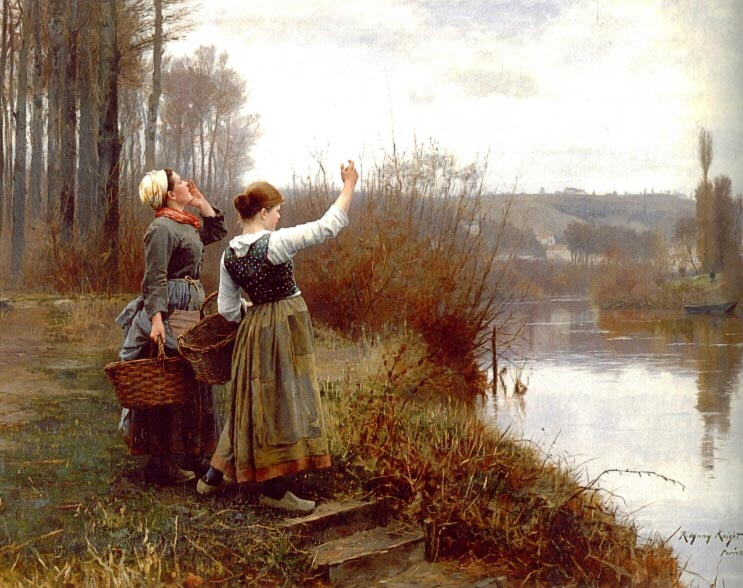
《招呼渡輪》
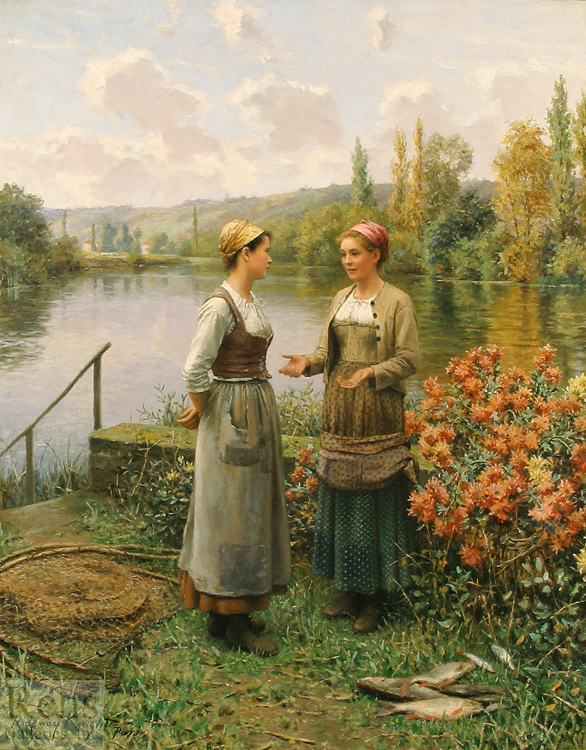
《當日的漁獲》，雷斯畫廊
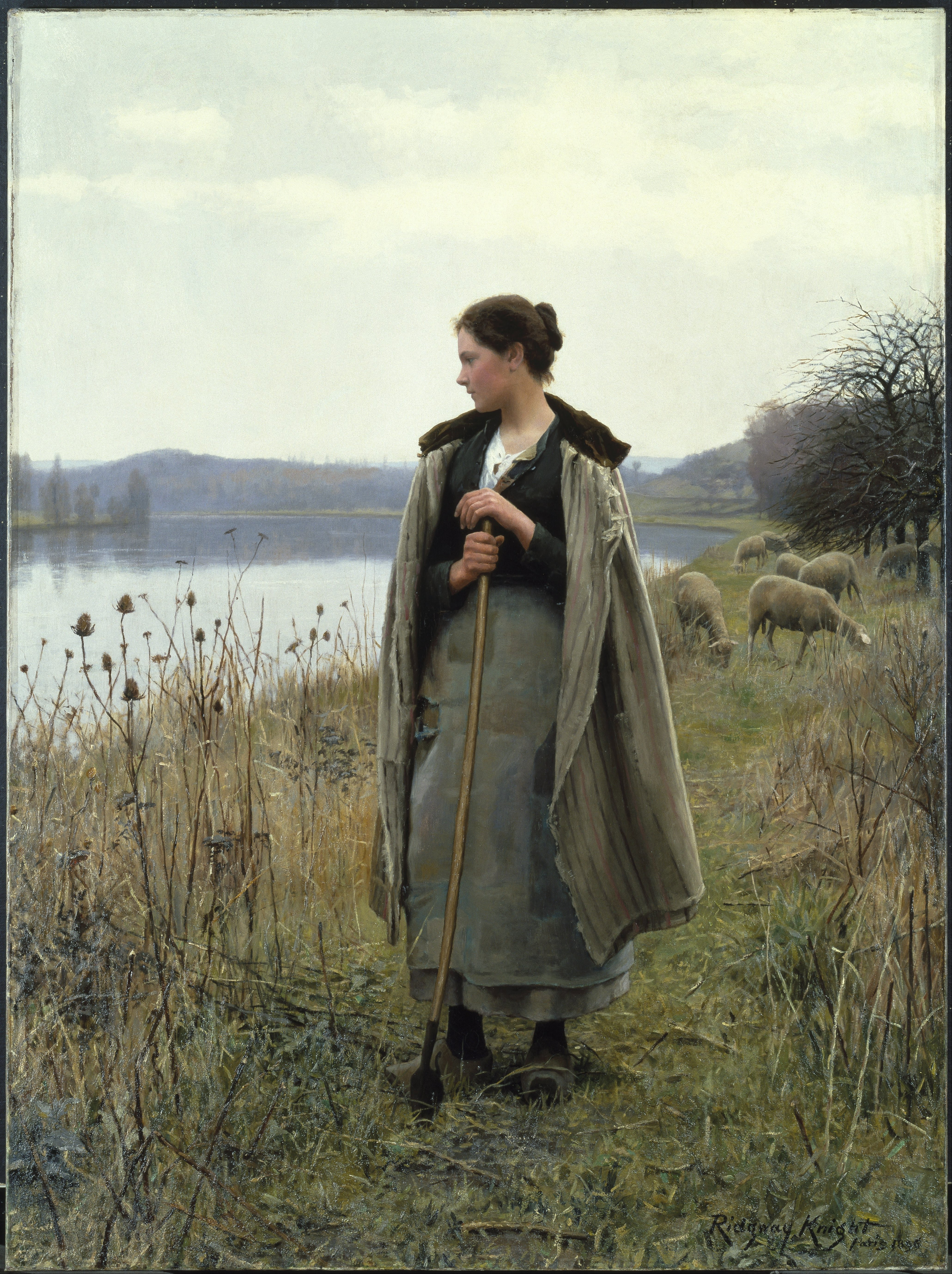
《羅勒布瓦斯的牧羊女》，1896年。布面油畫。布魯克林博物館
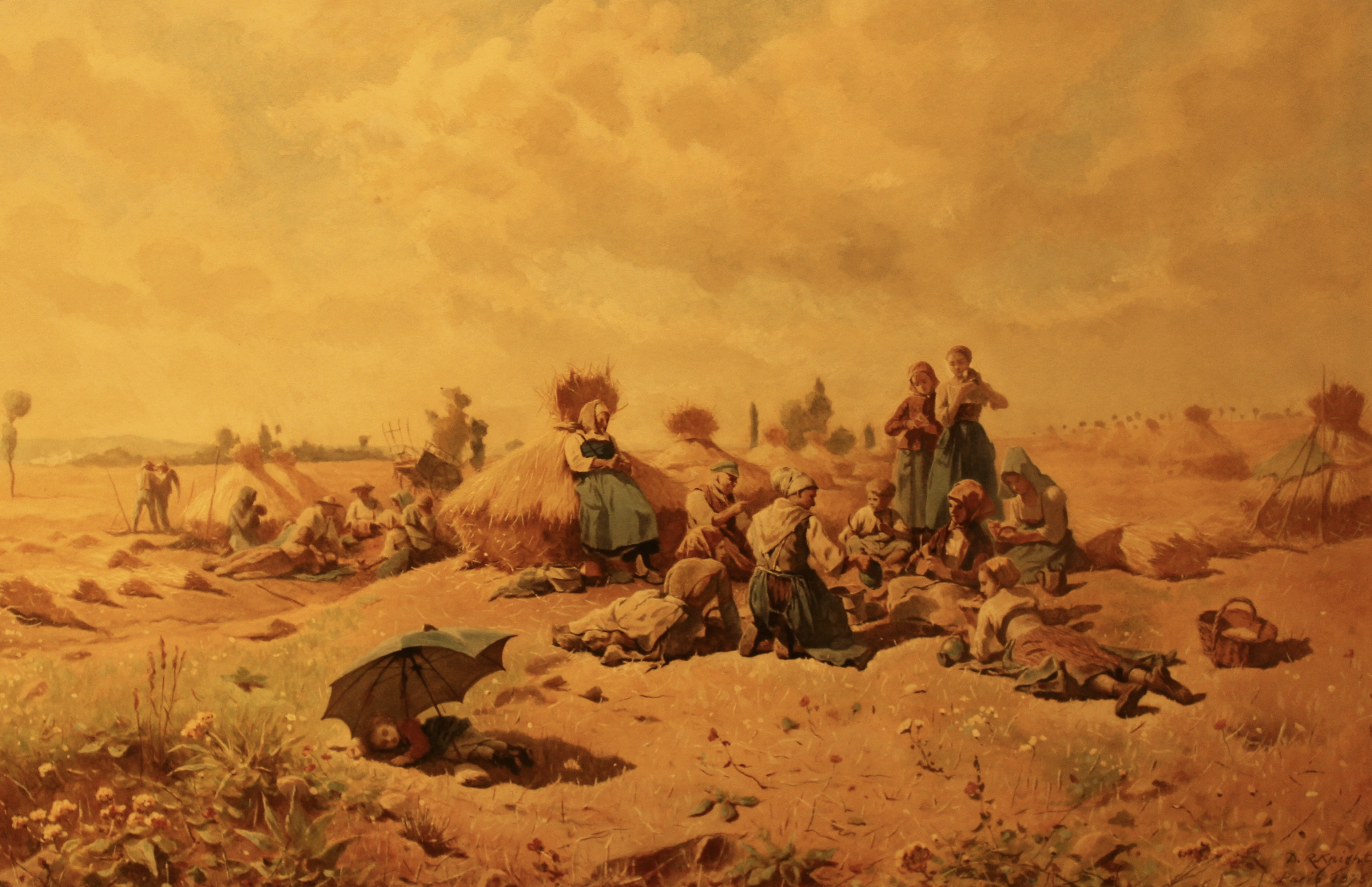
《燉菜鍋》（Pot a Feu），1875 年。偉德勒大學（英语：Widener University）藝術博物館的阿爾弗雷德·奧登海默·德松（英语：Alfred O. Deshong）藏品

## 註記
1. ↑   此句或之前多句包含来自公有领域出版物的文本: Chisholm, Hugh (编). .  15 (第11版). London: Cambridge University Press: 851. 1911.
2. ↑  Société des artistes français. . Paris: L. Baschet. 1882: 70.
3. ↑  . Rehs Galleries, Inc.   [2016-07-01]. （原始内容存档于2011-02-01）.

## 外部連結
- 'Wow Factor' Lures Immediate Buyer Of 19th Century French Painting That's Been Unseen For 118 Years （页面存档备份，存于）

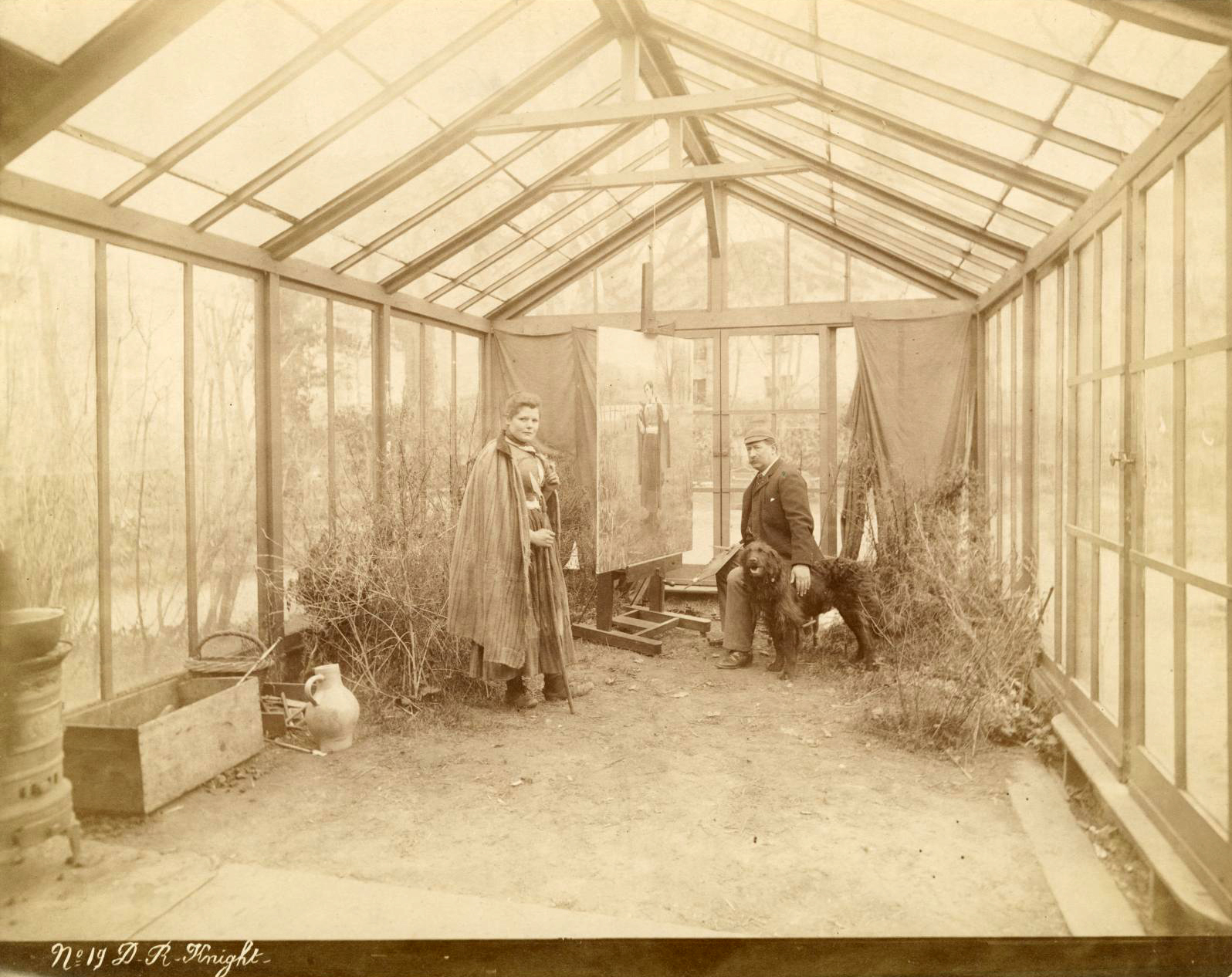
丹尼爾·里奇韋·奈特於工作室。

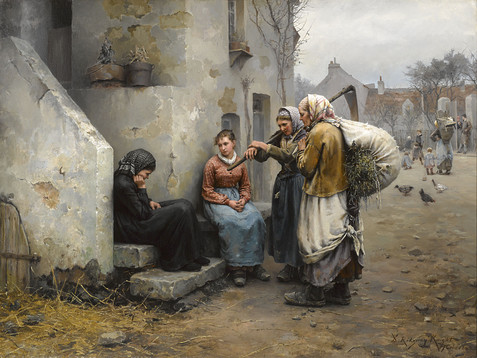
《悼念》（Un Deuil），丹尼爾·里奇韋·奈特，布面油畫，1882年

- 87 works by Daniel Ridgway Knight （页面存档备份，存于）
- Ridgway Knight exhibit Works from the 1880s & 1890s （页面存档备份，存于）
- Ridgway Knight exhibit titled His Years at Rolleboise （页面存档备份，存于）